# Ascolta il cuore/Cuore mix
Ascolta il cuore/Cuore mix è un singolo di Lorella Cuccarini, pubblicato nel 1991.
Scritto da Silvio Testi e Marco Salvati, era la sigla d'apertura della prima stagione del varietà televisivo di Canale 5 Bellezze sulla neve del 1991, condotto dalla Cuccarini assieme a Marco Columbro.
Il brano fu poi inserito nella versione CD dell'album Voci del 1993.
Il lato B del disco contiene Cuore mix, una versione remix del brano.
Del brano ne fu incisa anche una versione Spanglish (ovvero avente il testo metà in inglese e metà in spagnolo), sempre cantata da Lorella Cuccarini, pensata per il mercato europeo, che ebbe un buon successo in Spagna.

## Tracce
Lato A
1. Ascolta il cuore – 4:30 (Silvio Testi-Marco Salvati)

Durata totale: 4:30
Lato B
1. Cuore mix – 5:20 (Silvio Testi-Marco Salvati)

Durata totale: 5:20